# 玛西班月
| 传说中的大洪水始于玛西班月 |                                 |
| 月份                       | 8月（犹太教曆） 2月（犹太国曆） |
| 天数                       | 29（有时为30）                  |
| 季节                       | 秋季                            |
| 对应公历                   | 10－11月                        |

玛西班月（希伯来语：מַרְחֶשְׁוָן, 现代  提比里亚 ，源于阿卡德语waraḫsamnu，意为“第八月”），又简作赫舍汪月（希伯来语：חֶשְׁוָן, 现代  提比里亚 ），是希伯來曆中猶太教曆的八月、犹太国曆的二月。玛西班月在常规年（kesidran）为29天，完整年（maleh）时则增至30天。该月相当于公历10、11月间。
在希伯来圣经中，巴比伦囚虏之前该月被称为布勒月（Bul）。

## 节日
- 7日：V'tein Tal u-Matar（意为“给予露水和雨水”）[2]